# Spalacopsis similis
Spalacopsis similis är en skalbaggsart som beskrevs av Charles Joseph Gahan 1892. Spalacopsis similis ingår i släktet Spalacopsis och familjen långhorningar. Inga underarter finns listade i Catalogue of Life.